# Lohusalu
Lohusalu est un village de la commune de Lääne-Harju du Comté de Harju dans le nord-ouest de l'Estonie.

## Géographie
Le village est situé sur la péninsule de Lohusalu, entre les deux baies Lohusalu laht et Lahepere laht du golfe de Finlande.
Au 31 décembre 2011, le village compte 193 habitants et comptait 201 habitants au 1 janvier 2020.